# Luis de la Fuente
Luis de la Fuente Castillo (* 21. června 1961, Haro) je španělský fotbalový trenér a bývalý hráč, který hrál jako levý obránce. Je trenérem španělského národního týmu, který dovedl k vítězství v Lize národů 2022/2023 a Mistrovství Evropy ve fotbale 2024. Jako hráč hrál za CD Alavés, Athletic Bilbao a Sevilla FC.